# Natalija Guschanski
Natalija Guschanski  (* 24. Juni 1955) ist Professorin der Fakultät I, Elektro- und Informationstechnik sowie Leiterin des Fachgebietes Technologie an der Hochschule Hannover.

## Leben
Natalija Guschanski studierte von 1973 bis 1978 an der Nationalen Polytechnischen Universität Lwiw mi dem Abschluss Dipl.-Ing. Halbleiter- und mikroelektronische Geräte; 1988 erfolgte ihre Promotion am Institut der Akademie der Wissenschaften in Moskau. 1993–1995 war sie wissenschaftliche Mitarbeiterin an der Universität Hannover, 1998–2008 Professorin der FH Braunschweig/Wolfenbüttel (Hochschule Ostfalia), FB Maschinenbau. Sie gab Vorlesungen in Mathematik, Physik, Oberflächentechnik, Korrosionsschutz, zerstörungsfreie Prüfverfahren sowie Werkstoffkunde. 
Seit dem Wintersemester 2008 ist sie Professorin der Hochschule Hannover, Fakultät I, Elektro- und Informationstechnik und seit 2009  Leiterin des Fachgebietes Technologie.
Schwerpunkte ihrer Tätigkeit sind die Bereiche der Werkstoffprüfung, Nanotechnologie, Speichersysteme der Elektromobilität sowie der Batterieanalyse.